# Maslah Mohamed Siad
Maslah Mohamed Siad Bare (ur. 15 listopada 1950 w Luuq w Somalii) – somalijski polityk i generał, kandydat w wyborach prezydenckich w 2009.

## Życiorys
Maslah Mohamed Siad jest synem Mohammeda Siad Barre, prezydenta i dyktatora Somalii w latach 1969–1991. W latach 1956–1968 kształcił się w koranicznej szkole podstawowej i średniej. Od 1964 do 1971 studiował inżynierię wojskową i cywilną w Kujbyszewie oraz ukończył studia na Uniwersytecie Moskiewskim.
Po studiach pracował w Ministerstwie Obrony jako szef sztabu sił zbrojnych. Odbywał liczne podróże zagraniczne do Europy Wschodniej, na Bliski Wschód oraz po Afryce. W latach 1986–1988 zajmował stanowisko generała brygadiera i dowódcy sektora wojskowego Mogadiszu.
Maslah Mohamed Siad wziął udział w wyborach prezydenckich w Somalii w dniu 30 stycznia 2009. Przeszedł do drugiej rundy głosowania, w której przegrał z Sharifem Sheikhiem Ahmedem stosunkiem głosów 293 do 126. Wyboru prezydenta dokonał parlament w czasie obrad w Dżibuti.
6 lutego 2009 prezydent Sharif Ahmed spotkał się w Dżibuti ze Siadem, by przedyskutować z nim sprawę powołania nowego rządu.